# HMS Renown (1798)
HMS Renown (Корабль Его Величества «Ринаун») — 74-пушечный линейный корабль третьего ранга. Четвёртый корабль Королевского флота, названный HMS Renown. Второй линейный корабль типа America. Был заказан 10 июня 1795 года как HMS Royal Oak, но был переименован в Renown 15 февраля 1796 года, ещё до начала строительства. Заложен в ноябре 1796 года. Спущен на воду 2 мая 1798 года на частной верфи в Дептфорде. Относился к так называемым «обычным 74-пушечным кораблям», нёс на верхней орудийной палубе 18-фунтовые пушки.

## Служба
В 1799 году Renown под командованием капитана Альбемарля Берти входил в состав эскадры, блокирующей Баскский рейд.
В 1800—1801 годах Renown под командованием капитана Томаса Эйлеса служил в качестве флагмана контр-адмирала сэра Джона Борлэза Уоррена, в составе флота Канала.
Вечером 10 июня 1800 года по две шлюпки от HMS Defence, HMS Renown, HMS Fisgard и HMS Unicorn отвалили от борта Fisgard чтобы атаковать конвой, стоящий у Сен-Круа, форта на мысу Пенмарк. Шлюпками HMS Renown командовал лейтенант Генри Берк. Под шквальным огнём они вывели 3 вооруженных судна и 8 других с грузами для Бреста. Остальные 20 выбросились на скалы. 18 июня Unicorn привел призы в Плимут.
В ночь с 23 на 24 июня шлюпки Renown, Defence и Fisgard напали на конвой в устье реки Кемпер. Когда противник отошел вверх по течению, они высадились на берег и взорвали батарею из трёх 24-фунтовых орудий и другие сооружения, не понеся при этом никаких потерь.
1 июля 1800 года Renown, Fisgard, Defence и наемный куттер Lord Nelson приняли участие в ещё одной операции на реке Кемпер у острова Нуармутье. Британские суда вновь отправили свои шлюпки чтобы атаковать французский конвой, в результате чего были уничтожены 20-пушечный корабль Therése, 12-пушечный люгер, две 6-пушечных шхуны и 6-пушечный катер неизвестных имен. Британский отряд также сжёг около 15 торговых судов, загруженных мукой, кукурузой и другими грузами для французского флота в Бресте. При этом отряд из 192 человек потерял 92 матроса и офицера (в том числе и отряд лейтенанта Берка с Renown), которые попали в плен к французам когда их лодки сели на мель.
25 августа 1800 года Renown принял участие в экспедиции к Ферролю на побережье Испании. Британские войска не встретив сопротивления высадились на небольшом пляже в районе мыса Приор. На рассвете 26 августа было отбито нападение большого испанского отряда. Эта победа, достигнутая со сравнительно небольшими потерями (16 убитых и 68 раненых), дала британцам возможность полностью овладеть высотами Брион и Балон, которые господствовали над городом и гаванью Ферроля. Однако британцы пришли к выводу, что город слишком хорошо укреплен и потому решили отказаться от нападения. В тот же вечер войска вернулись обратно к своим судам.
В ночь с 29 на 30 августа 1800 года корабельные шлюпки с London, Renown, Courageux, Amethyst, Stag, Amelia, Brilliant и Cynthia у мыса Виго атаковали 18-пушечный французский капер Guepe. Французы оказали ожесточенное сопротивление, но потеряв 25 человек убитыми и 40 ранеными через 15 минут были вынуждены сдаться. Британцы потеряли четырёх человек убитыми и 20 ранеными. Среди раненых офицеров был и лейтенант Генри Берк с Renown, который в награду за свои действия был повышен до коммандера. За этот бой в 1847 году Адмиралтейство выпустило медаль с пряжкой «Boat Service 29 авг. 1800», которой были награждены все выжившие участники этого сражения.
Renown входил в состав эскадры лорда Кейта, состоящей из 22 линейных кораблей, 37 фрегатов и шлюпов и 80 транспортов,
которая 2 октября 1800 года отплыла из Гибралтара имея на борту около 18000 солдат под командованием генерала сэра Ральфа Эберкромби. 4 сентября вице-адмирал встал на якорь в бухте Кадиса, и потребовал сдачи города, чтобы получить контроль над испанской эскадрой, стоящей на якоре в гавани. Когда Дон Томас де Морла, губернатор Кадиса, ответил британцам, что в городе и его окрестностях свирепствовала чума, англичане не стали атаковать город и экспедиция вернулась обратно в Гибралтар. Однако основной причиной того, что британцы были вынуждены отступить, было недостаточное число шлюпок, которые за раз могли перевести на берег всего 3000 солдат, в то время, как на берегу их ждал 8000 испанский гарнизон.
В 1801 году он был переоборудован для перевозки войск и в этом качестве принял участие в египетских операциях. 1 марта около
70 боевых кораблей вместе с транспортами, перевозящими 16000 солдат, прибыли в залив Абукир вблизи Александрии. Непогода задержала высадку войск на неделю, но 8 марта флотилия из 320 шлюпок высадила войска на берег. Солдаты с французских береговых батарей попытались помешать высадке, но британцы смогли отобить их атаку и на следующий день сэр Ральф Эберкромби и вся британская армия уже были на берегу.
Так как Renown принимал участие в египетской кампании, продолжавшейся с 8 марта по 2 сентября 1801 года, его офицеры и команда получили право на медаль с пряжкой «Египет», которой Адмиралтейство наградило в 1850 году всех выживших участников.
В 1803 году он принимал участие в блокаде Тулона, в 1805 году был отправлен для ремонта в Плимут. После дальнейшей службы в составе флота Канала (1807—1808 годы), он снова был переведен в Средиземное море.
В октябре 1809 года Renown (капитан Филипп Шарль Дарем) был частью эскадры контр-адмирала Джорджа Мартина, которая находилась у берегов Каталонии и была отправлена на перехват небольшой французской эскадры контр-адмирала Франсуа Бодена, идущей из Тулона. Утром 23 октября HMS Volontaire обнаружил французскую эскадру и британцы устремились в погоню, но потеряли её из вида. HMS Tigre обнаружил Robuste, Borée, Lion и Paulineу на рассвете 24 октября, но флоты снова потеряли друг друга. Контакт был вновь установлен утром 25 октября, и погоня возобновилась. Пытаясь уйти от преследования Robuste и Lion сели на мель возле Фронтиньяна. После двух часов бесплодных попыток спасти корабли, Боден приказал им затопить. Они были подожжены и взорвались в 22:30.
Renown был переведен в резерв в Плимуте в 1811 году, позже был переоборудован в блокшив и с 1814 года использовался как госпитальное судно. В этом качестве он оставался до мая 1835 года, когда он отправлен на слом и разобран.

## В художественной литературе
Линейный корабль Renown (никак не связанный с реальными Renown этого периода) присутствует в серии романов Сесила Скотта Форестера о Горацио Хорнблауэре. По сюжету романа «лейтенант Хорнблауэр» психически больной капитан судна получил травму после падения в люк, и младшие офицеры были вынуждены взять на себя командование кораблем во время путешествия в Вест-Индию. Таинственные обстоятельства падения капитана имели большое значение для военного трибунала, разбиравшего это дело позднее. В телесериале про Хорнблауэра этой истории были посвящены пятый и шестой эпизоды («Мятеж» и «Расплата»).